# Feuerwache Ranke
Die Feuerwache Ranke im Berliner Ortsteil Charlottenburg des Bezirks Charlottenburg-Wilmersdorf ist ein in den 1890er Jahren errichtetes Feuerwehrdepot, das seit seiner Einweihung bis heute bestimmungsgemäß benutzt wird. Das gut erhaltene und sanierte Gebäude mit historischer Fassade steht aber nicht unter Denkmalschutz.

## Lage
Das historische Bauwerk befindet sich in der Rankestraße 10/11. Es hat zur Straße hin drei Zufahrten zu Remisen und westlich daneben einen Personeneingang. Auf der Nordostseite ist die Feuerwache unmittelbar an ein Mietshaus in annähernd gleicher Bauhöhe fest angefügt und bildet mit diesem und dem später auf der Südwestseite daneben hochgezogenen Feuerwehrhaus in moderner Bauart mit Parkflächen für die Spezialfahrzeuge eine gerade Baufluchtlinie. Seine Hauptachse ist in Nord-Süd-Richtung (mit etwa 20 Grad Abweichung nach Osten) orientiert. Wie an vielen Stellen in Berlin üblich, ist dieses kommunale Grundstück auch mit einer Schule kombiniert, die zur Joachimsthaler Straße orientiert ist und ungefähr zur gleichen Zeit gebaut wurde.

## Geschichte der Feuerlöscheinrichtung
Das 1896 in Dienst gestellte Bauwerk befand sich im Eigentum der Stadtverwaltung von Charlottenburg und stand unter Leitung eines Brandmeisters. Außer dem Feuerwehrdepot beherbergte das Gebäude auch das Städtische IV. Gas-Revier, das Charlottenburger Königliche Standesamt und Dienstwohnungen für vier Feuerwehrmänner. Die Nachbarparzelle (Nr. 12) diente als Garten für die Wachleute. Und die Fläche daneben erhielt eine vorn offene, aber überdachte Wagenhalle.
Auf dem Nachbargrundstück, wo sich anfangs der Garten befand, wurde im Jahr 1901 ein Gebäude für Dampfspritzen (Herstellung und Wartung) gebaut.
Die zur Instandhaltung und Einsatzbereitschaft der Fahrzeuge und Geräte erforderlichen Werkstätten wurden auf dem Hof errichtet.
Im Jahr 1910 weist das Berliner Adressbuch folgende Angaben zu der Feuerwache aus: Eigentümer Stadt Charlottenburg, Bezeichnung Ostfeuerwache, Verwaltung durch einen Brandinspektor, Dienstwohnungen für fünf Feuerwehrleute, Sitz des Standesamtes I.
Mit dem Zusammenschluss von Alt-Berlin mit zahlreichen früher selbstständigen Umlandgemeinden und mit Charlottenburg zu Groß-Berlin im Jahr 1920 wurde unter anderem auch die hier dargestellte Feuerwache Eigentum der Stadt Berlin.
Zwischen 1925 und 1943 veränderte sich wenig an der Nutzung, lediglich die Anzahl der einwohnenden Dienstmänner und die Bezeichnung der Feuerwache variierte:
- 1925: Eigentümer Gemeinde Groß-Berlin (Feuerwache), Standesamt I; sechs Dienstwohnungen, davon ein Baurat als Verwalter[5]
- 1936: eine offizielle Bezeichnung Feuerwache findet sich nicht, aber im Haus wohnten weiterhin sechs Feuerwehrleute; Verwalter war die Grundsteuerverwaltung.[6]
- 1943: Feuerwehrtechnische Normenstelle, zudem vier Mitglieder der Feuer-Schutz-Polizei (F.Sch.Pol.) und ein pensionierter Feuerwehrmann.[7]

Im und zum Ende des Zweiten Weltkriegs erlitt das Gebäude der Feuerwache keinerlei Beschädigungen, es war weiterhin nutzbar, wenn es einsatzbereite Fahrzeuge und Kraftstoff gab. Doch die gesamte Stadtverwaltung wurde umgestellt, alle Bezirksfeuerwehren unterstanden nun dem Berliner Zentralamt der Feuerwehr mit einem Oberbranddirektor an der Spitze; sie wurden untergliedert in Brandschutzämter (Bda.), Berufsfeuerwachen (B.Fw.) und Freiwillige Feuerwehr (Frw.-Fw.). In Charlottenburg gab es die Feuerwache Suarez und weiterhin die Feuerwache Ranke (beide B.Fw).
Das Haus und die Funktionen blieben die folgenden Jahre und Jahrzehnte erhalten. Allerdings veranlasste der Senat von Berlin 1970 den Bau eines weiteren Feuerwehrgebäudes direkt neben dem bestehenden Hauptgebäude: ein höhenangepasster, fünfgeschossiger Neubau mit vier breiten Toren ersetzte die alte Wagenhalle; das alte Hofgebäude und der Seitenflügel wurden abgerissen. Im Jahr 1972 wurde der Anbau eingeweiht; dessen Entwurf stammt vom Architekten Günter Hönow, der sich im Baustil bewusst vom historischen Stil absetzte. Die gleiche Bauhöhe und die möglichst gleichartige Gestaltung der Wagentore waren aber Bestandteil des Entwurfs.
Für das Jahr 2002 findet sich die Angabe, dass insgesamt 75 Beamte und Angestellte der Feuerwehr Berlin in der Feuerwache Ranke tätig waren.

## Geschichte des Bauwerks
Der Architekt Paul Bratring hat gemeinsam mit dem Bauinspektor Theodor Peters für die neu zu errichtende Feuerwache die Entwürfe und Baupläne gefertigt. Danach entstand ein kompakter mit Klinkern verblendeter Bau mit Holzbalken- und Kappendecken im Neorenaissance-Stil, teilweise auch in Anlehnung an die Backsteingotik. Dazu kamen auf der Hauptfassade mehrere Schmuckelemente wie Reliefstreifen, florale Ornamente, Ziertürmchen. Am 1. April 1897 wurde die Feuerwache in Betrieb genommen.
Zwischen 2020 und 2022 ließ die zuständige Senatsverwaltung für Inneres zusammen mit dem BIM und der Berliner Feuerwehr den Wachkomplex in der Rankestraße für einen Betrag von rund 8,5 Millionen Euro umfassend sanieren. Der vorherige Farbanstrich in kräftigem Rot mit grünem Untergrund (siehe Einleitungsbild) wurde erneuert und etwas weniger stark betont. Wichtig waren vor allem die bauliche Grundsanierung, die technische Modernisierung entsprechend den neuesten Standards und die Verbesserung der Aufenthaltsqualität des Löschtrupps.
Nach Dachabdichtung wurde die Dachfläche begrünt und zu großen Teilen mit einer Photovoltaik-Anlage ausgestattet. Am Depotteil aus den 1970er Jahren wurde der Fassadenvorhang erneuert, er war anfangs weiß-beige. Die Finanzierung der Totalsanierung erfolgte größtenteils aus dem Sondervermögen Infrastruktur der Wachsenden Stadt und Nachhaltigkeitsfonds (SIWANA).

## Beschreibung der Feuerwache
Der fünfgeschossige Klinkerverblendbau aus Ziegelmauerwerk mit drei Einfahrtstoren ist in acht Achsen gegliedert und mit zahlreichen Verzierungen aufgelockert. Dazu zählt das umrahmte Eingangstor, dessen obere Spitze bis zur zweiten Etage heraufreicht. Es symbolisiert in der Gesamtansicht die Umrisse einer lodernden Flamme. Ebenfalls ziemlich dominant sind die gruppierten Spitzbogenfenster in der ersten Etage, die mittels gekreuzter dunkler Ziegelkanten gestalteten Netzflächen zwischen der dritten und vierten Etage auf weißem Putzgrund und der schwarz-weiße Fries zwischen vierter und fünfter Etage. Oberhalb der Traufe sind den Achsen jeweils kleine Zierpfeiler aufgesetzt. Zudem wurden Fassadenteile auch bemalt. Als weitere Zierde dienen schwarze und grünglasierte Fliesen, die für die Fensterbretter und als durchgehender Sims in der zweiten Etage eingesetzt wurden.
Über den drei historischen Einfahrtstoren wurde bei den Arbeiten in den 2020er Jahren eine beleuchtete Aufschrift „Feuerwache Ranke“ installiert. Alle Einfahrtstore, auch die des Neubaus von 1972, sind nun mit leichtgängigen und leise laufenden gläsernen, mehrsprossigen und mehrflügeligen Toren ausgestattet.
Der moderne Bau aus den 1970er Jahren ist ein Stahlbeton-Gebäude.
Hinter beiden Feuerwehrbauten befindet sich ein großer Hof.